# فندق كمبنسكي قصر تاشين بيرغ

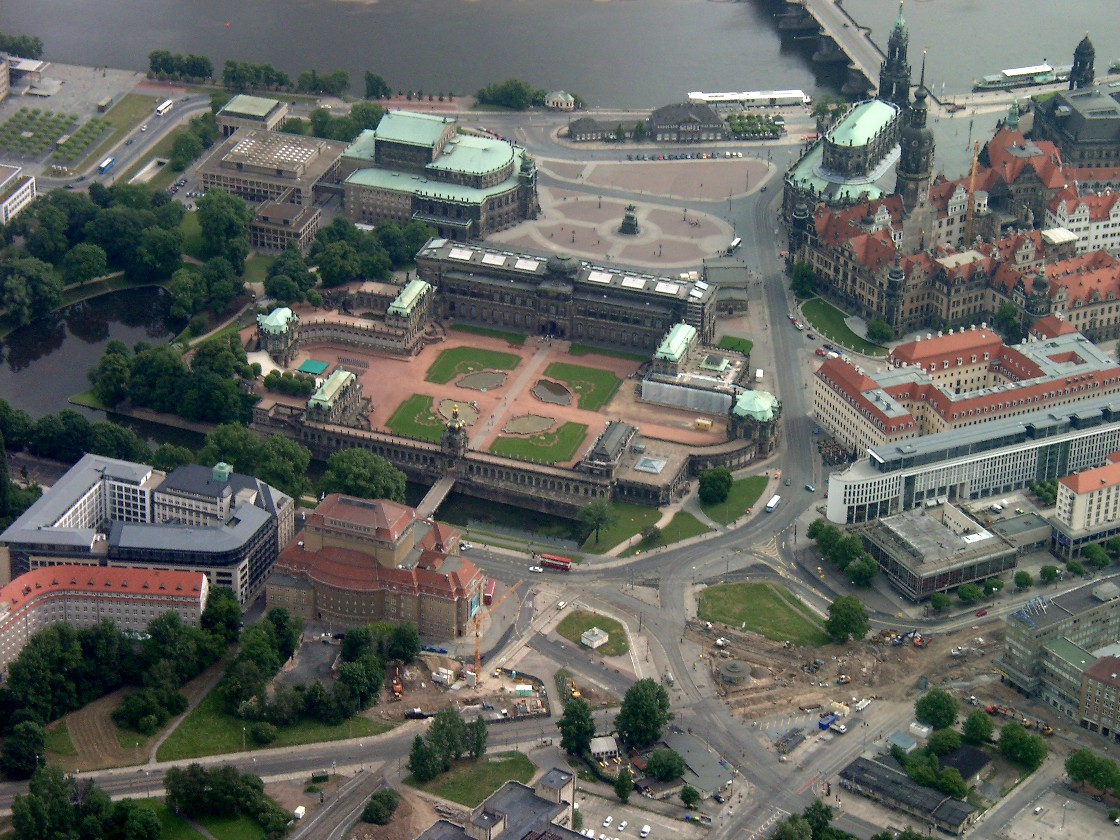
صورة جوية لفندق تاشين بيرغ (في الوسط على اليمين)

فندق كمبينسكي قصر تاشين بيرغ (بالألمانية: Hotel Taschenbergpalais Kempinski) هو فندق قصر من كمبينسكي في مدينة درسدن. الاسم مستمد من تلة تاشين بيرغ، وهي تلة غير موجودة حاليا حيث بني الفندق في الأصل.
ويقع بجوار قصر دريسدن ومباشرة قبالة قصر تسفينغير.
يجاور الفندق مباشرة دار الأوبرا، ميدان المسرح، كنيسة دريسدن وساحة بوست بلاتس. خارجيا يمثل التصميم أسلوب فن الباروك في درسدن، في حين أن الأجزاء الداخلية من المبنى خلاف ذلك بتصميم حديث.

## لمحة تاريخية
شيد المبنى بين عامي 1705-1708 من قبل يوهان فريدريش كارشر كقصر للكونتيسة آنا كونستانز فون هويم. تم تدميره في عام 1945 خلال الحرب العالمية الثانية، وأعيد بناؤه بين عامي 1992-1995. وقد أعيد بناؤها من نقطة الصفر، وكانت تكلفة إعادة الإعمار 127800000 €. في 31 مارس 1995 افتتح الفندق من قبل سلسلة فنادق الخمس نجوم كمبينسكي. وكان هذا أول فندق خمس نجوم في ساكسونيا [بحاجة لمصدر].

## حاليا
حتى عام 2009 كان الفندق عضو في جمعية الفنادق الرائدة في العالم. في عام 1995 نال جائزة أفضل فندق جديد في ألمانيا.
في عام 2016 استضاف الفندق مؤتمر بيلدربيرغ.

## روابط خارجية
- Hotel Taschenbergpalais Kempinski Dresden، الموقع الرسمي
- History of the Taschenberg Palais